# Кыллах (река)
Кыллах — река на северо-востоке Якутии. Берёт начало на восточных склонах кряжа Хангас-Тас. Протекает по территории Верхнеколымского и Среднеколымского улусов, в нижнем течении вдоль их границы. Русло извилистое. Впадает в реку Седедему в 274 км от её устья по левому берегу. Длина реки составляет 423 км, площадь водосборного бассейна — 5080 км². Населённых пунктов на реке нет.

## Данные водного реестра
По данным государственного водного реестра России и геоинформационной системы водохозяйственного районирования территории РФ, подготовленной Федеральным агентством водных ресурсов:
- Бассейновый округ — Анадыро-Колымский
- Речной бассейн — Колыма
- Речной подбассейн — Колыма до впадения Омолона
- Водохозяйственный участок — Колыма от водомерного поста гидрометеорологической станции Коркодон до водомерного поста г. Среднеколымска[2].

## Притоки
(расстояние от устья)
- 178 км — река Хоту-Сала (лв)
- 182 км — река Эселях (пр)
- 240 км — река Утча-Юряге (лв)